# Orlando Duque
Andrés Orlando Duque Escobedo (Cáli, 10 de setembro de 1974) é um saltador de grandes alturas da Colômbia.

## Carreira
Orlando Duque representa seu país em Campeonato Mundial de Esportes Aquáticos, conquistou uma medalha de ouro em 2013. 